# Saprosma brunnea
Saprosma brunnea är en måreväxtart som beskrevs av William Grant Craib. Saprosma brunnea ingår i släktet Saprosma och familjen måreväxter.
Artens utbredningsområde är Thailand. Inga underarter finns listade i Catalogue of Life.